# Гіпотеза субкварків
Гіпотеза субкварків — припущення, яке полягає в тому, що кварки і лептони повинні були бути зроблені з дрібніших часток, названих субкварками (рішонами). Кожен кварк або лептон буде складатися з трьох рішонів. Ця теорія була популярна в 1970-х і 1980-х.
Як альтернативні назви для передбачуваних найпростіших частинок (або взагалі часток, відповідних нижчим по відношенню до кварків структурним рівням), використовувалися субкварки, маон, альфони, кінкі, рішон, твідл, гелони, гаплони і Y-частинки. Преон є найбільш часто вживаною назвою.